# 自然農法無の会
自然農法無の会（しぜんのうほうむのかい）は、福島県会津美里町にある農業法人。略称は無の会。
グローバルGAP認証取得事業者。2005年の設立以来稲作を中心に化学肥料・農薬を使わない農業を行い、2023年現在は15haの農地を所有する同県最大規模の有機米生産者である。
無の会は高校教師であった児島徳夫により、環境を破壊しない農業の実現を目的に2005年に設立された。

## 特色
同団体は会津地域で廃棄された多様な植物性資材をもとにバランスの良い堆肥を自作し使用する地域循環型の農業を行い、東北農政局に優良事例として取り上げられている。農業においては農学者小祝政明のBLOF理論及び会津農書に記された農法を重視しているという。
農業協同組合を通さないことで農産物をより高い値段で販売し収益を上げている。2023年現在では、生物多様性の保全や地域コミュニティの維持などへの貢献が評価されることで（企業による自社社員向けの体験事業などを通じて）さらに収益を上げることを目指している。